# 斯特里尼奥
斯特里尼奥（義大利語：Strigno），曾是意大利特伦托自治省的一个市镇。总面积12平方公里，人口1451人，人口密度120.9人/平方公里（2009年）。ISTAT代码为022185。
2016年1月1日斯特里尼奥、斯佩拉、维拉阿涅多三个市镇合并为新的伊瓦诺堡市镇，同年7月1日伊瓦诺-弗拉切纳也接着并入新市镇。